# Roy Sentjens
Roy Sentjens (Neerpelt, Bélgica, 15 de diciembre de 1980) es un ciclista belga.

## Biografía
Roy Sentjens nació el 15 de diciembre de 1980 de un padre neerlandés y una madre belga. Optó por la nacionalidad belga en 2005.
Hizo una primera temporada como profesional en 2002 en el equipo Rabobank. Justo el año anterior había ganado el Tour de Flandes sub-23. Su principal victoria es la semiclásica Kuurne-Bruselas-Kuurne en 2003.
En 2007, fichó por el equipo Silence-Lotto y estuvo hasta el año 2010 donde fichó por el equipo Team Milram.

### Positivo por EPO y confesión
El 8 de septiembre, cuando disputaba la Vuelta a España, la UCI anunció que el corredor había dado positivo por EPO recombinante en un control antidopaje realizado el 16 de agosto, por lo que quedaba suspendido provisionalmente. Dos días después, el 10 de septiembre, admitió su dopaje con EPO (comprada en varias farmacias de Barcelona) y renunció al contraanálisis, al tiempo que ponía fin a su carrera deportiva.
El ya excorredor, que había decidido continuar en el ciclismo profesional a pesar de que en 2005 le fue diagnosticado el síndrome de Guillain-Barré (un trastorno neurodegenerativo cuyo resultado es la incapacidad de sentir calor, dolor y otras sensaciones, además de paralizar progresivamente varios músculos del cuerpo), reveló que había tenido varios problemas personales (incluyendo un divorcio) y que habría decidido recurrir al dopaje porque no se veía físicamente preparado ante una nueva temporada y cedió ante las expectativas depositadas en él y su propio deseo de firmar un contrato mejor; el propio Sentjens calificó como "el error más grande" de su carrera su decisión de recurrir al dopaje.
A pesar de declarar que no volvería a competir, justo al cumplir su sanción anunció su fichaje por el modesto equipo neerlandés del De Rijke-Shanks. Al final de la temporada 2013 anunció su retirada tras doce temporadas como profesional y a los 33 años.

## Palmarés
2003
- Kuurne-Bruselas-Kuurne

2004
- Tour de Nord de Pays-Bas (junto con otros 21 ciclistas)

2006
- Grand Prix Gerrie Knetemann

2007
- Druivenkoers Overijse

2008
- Gran Premio de la Villa de Zottegem

## Resultados en Grandes Vueltas
| Carrera | Carrera         | 2002 | 2003 | 2004 | 2005  | 2006 | 2007 | 2008 | 2009 | 2010 | 2011 | 2012 | 2013 |
| ------- | --------------- | ---- | ---- | ---- | ----- | ---- | ---- | ---- | ---- | ---- | ---- | ---- | ---- |
|         | Giro de Italia  | —    | —    | —    | 135.º | —    | —    | —    | —    | —    | —    | —    | —    |
|         | Tour de Francia | —    | —    | —    | —     | —    | —    | —    | —    | —    | —    | —    | —    |
|         | Vuelta a España | —    | —    | —    | —     | —    | 79.º | 33.º | —    | Ab.  | —    | —    | —    |

—: no participa

Ab.: abandono

## Equipos
- Rabobank (2002-2006)
- Lotto (2007-2009)
  - Predictor-Lotto (2007)
  - Silence-Lotto (2008-2009)
- Team Milram (2010)[8]
- De Rijke-Shanks (2012[9] -2013)